# Волков, Борис Фёдорович
Борис Фёдорович Волков (13 июля 1919, Печкино, Ярославская губерния — 12 июля 1991, Углич, Ярославская область) — советский хозяйственный, государственный и политический деятель, Герой Социалистического Труда.

## Биография
Борис Фёдорович Волков родился 13 июля 1919 года в деревне Печкино (ныне — в Угличском районе Ярославской области). Член КПСС.
Служил в РККФ с 18.11.1939 по 4.8.1946; участник Великой Отечественной войны, лейтенант Военно-Морского флота. С 1947 года — на хозяйственной, общественной и политической работе. В 1947—1981 гг. — председатель колхоза «Верный путь», председатель колхоза «Коммунар» Угличского района Ярославской области, заведующий сельхозотделом Угличского райисполкома, председатель Угличского райисполкома, председатель колхоза «Родина» Угличского района Ярославской области.
Указом Президиума Верховного Совета СССР от 8 апреля 1971 года за выдающиеся успехи, достигнутые в развитии сельскохозяйственного производства и выполнении пятилетнего плана продажи государству продуктов земледелия и животноводства, присвоено звание Героя Социалистического Труда с вручением ордена Ленина и золотой медали «Серп и Молот».
Делегат XXIV съезда КПСС.
Умер в Угличе 12 июля 1991 года; похоронен на  Угличском кладбище у д. Чурьяково.

## Награды
- Орден Трудового Красного Знамени (22.3.1966)[2]
- Золотая медаль «Серп и Молот» Героя Социалистического Труда и орден Ленина (8.4.1971) — за выдающиеся успехи, достигнутые в развитии сельскохозяйственного производства и выполнении пятилетнего плана продажи государству продуктов земледелия и животноводства.
- Орден Отечественной войны II степени (6.4.1985)[3]